# Dywizje do zadań specjalnych III Rzeszy
Dywizje do zadań specjalnych III Rzeszy (niem. Divisionen z.b.V.) –  dywizje niemieckie z okresu II wojny światowej. Były to najczęściej sztaby szczebla dywizyjnego (dywizje szkieletowe), którym podporządkowywano w miarę potrzeb różne jednostki do realizacji określonych zadań.
Pierwsze dywizje do zadań specjalnych powstały w październiku 1939 r., przydzielano im samodzielne bataliony lub czasem pułki strzelców krajowych i powierzano zadania porządkowe na zapleczu. Po kampanii francuskiej dywizje do zadań specjalnych przekształcano w dywizje zapasowe, ochrony lub rozwiązywano. Sztaby części z nich posłużyły do tworzenia nowych dywizji. Powstały wtedy jednostki o numerach od 401 do 413.
Do koncepcji dywizji do zadań specjalnych powrócono w październiku 1944 r., gdy utworzono kolejnych 20 dywizji tego typu (numery od 601 do 620). Były to same sztaby dywizyjne działające w ramach dowództw grup armii. Przydzielano im resztki rozbitych pododdziałów, z których tworzono grupy bojowe i ponownie używano w walkach.
Wykorzystanie dywizji do zadań specjalnych podczas tworzenia kolejnych jednostek bojowych świadczy o elastyczności i wysokim wyszkoleniu armii niemieckiej.
Lista dywizji i sztabów dywizyjnych do zadań specjalnych:
- 136 Dywizja do Zadań Specjalnych
- 140 Dywizja do Zadań Specjalnych
- 300 Dywizja do Zadań Specjalnych	(estońska)
- 331 Dywizja do Zadań Specjalnych
- 401 Dywizja do Zadań Specjalnych
- 402 Dywizja do Zadań Specjalnych
- 403 Dywizja do Zadań Specjalnych
- 404 Dywizja do Zadań Specjalnych
- 405 Dywizja do Zadań Specjalnych
- 406 Dywizja do Zadań Specjalnych
- 407 Dywizja do Zadań Specjalnych
- 408 Dywizja do Zadań Specjalnych
- 409 Dywizja do Zadań Specjalnych
- 410 Dywizja do Zadań Specjalnych
- 411 Dywizja do Zadań Specjalnych
- 412 Dywizja do Zadań Specjalnych
- 413 Dywizja do Zadań Specjalnych
- 417 Dywizja do Zadań Specjalnych
- 421 Dywizja do Zadań Specjalnych
- 422 Dywizja do Zadań Specjalnych
- 423 Dywizja do Zadań Specjalnych
- 424 Dywizja do Zadań Specjalnych
- 425 Dywizja do Zadań Specjalnych
- 426 Dywizja do Zadań Specjalnych
- 427 Dywizja do Zadań Specjalnych
- 428 Dywizja do Zadań Specjalnych
- 429 Dywizja do Zadań Specjalnych
- 430 Dywizja do Zadań Specjalnych
- 431 Dywizja do Zadań Specjalnych
- 432 Dywizja do Zadań Specjalnych
- 441 Dywizja do Zadań Specjalnych
- 442 Dywizja do Zadań Specjalnych
- 443 Dywizja do Zadań Specjalnych
- 444 Dywizja do Zadań Specjalnych
- 445 Dywizja do Zadań Specjalnych
- 454 Dywizja do Zadań Specjalnych
- 460 Dywizja do Zadań Specjalnych
- 537 Dywizja do Zadań Specjalnych
- 538 Dywizja do Zadań Specjalnych
- 539 Dywizja do Zadań Specjalnych
- 540 Dywizja do Zadań Specjalnych
- 601 Dywizja do Zadań Specjalnych
- 602 Dywizja do Zadań Specjalnych
- 603 Dywizja do Zadań Specjalnych
- 604 Dywizja do Zadań Specjalnych
- 605 Dywizja do Zadań Specjalnych
- 606 Dywizja do Zadań Specjalnych
- 607 Dywizja do Zadań Specjalnych
- 608 Dywizja do Zadań Specjalnych
- 609 Dywizja do Zadań Specjalnych
- 610 Dywizja do Zadań Specjalnych
- 611 Dywizja do Zadań Specjalnych
- 612 Dywizja do Zadań Specjalnych
- 613 Dywizja do Zadań Specjalnych
- 614 Dywizja do Zadań Specjalnych
- 615 Dywizja do Zadań Specjalnych
- 616 Dywizja do Zadań Specjalnych
- 617 Dywizja do Zadań Specjalnych
- 618 Dywizja do Zadań Specjalnych
- 619 Dywizja do Zadań Specjalnych
- Dywizja do Zadań Specjalnych L
- Dywizja do Zadań Specjalnych M